# Wyrobki (polana)
Wyrobki – polana pod szczytem Lubania w Gorcach. Znajduje się na jego południowym stoku, w miejscu, w którym krzyżują się dwa szlaki turystyczne: niebieski z przełęczy Snozka z zielonym z Grywałdu.
W dolnej części polany, wśród wierzb i osik znajdują się ruiny dawnej bacówki PTTK. Jej budowa przeciągała się przez wiele lat. Wreszcie uruchomiono ją w 1975 r. W przewodniku Gorce tak ją oceniają: „budynek nie raził ostentacyjną obecnością”. Przetrwał tylko 3 lata, w styczniu 1978 r. bowiem bacówka zapaliła się. Z powodu trudnego dojazdu i obfitego śniegu straż pożarna nie mogła do niej dojechać. Bacówka spłonęła doszczętnie, przetrwały tylko betonowo-kamienne fundamenty. Z czasem polana w dużym stopniu zarosła lasem.
Polana znajduje się w granicach wsi Krośnica w województwie małopolskim, w powiecie nowotarskim, w gminie Krościenko nad Dunajcem. Nieco powyżej polany znajduje się ocembrowane źródło, z którego w sezonie letnim korzystają turyści przebywający w Studenckiej Bazie Namiotowej Lubań.

## Szlaki turystyczne
przełęcz Snozka – Wdżar – Drzyślawa – Wyrobki – Lubań. Czas przejścia: 2:05 h, ↓ 1:40 h
 Krościenko – Marszałek – Wyrobki – Lubań. Czas przejścia: 3:10 h, ↓ 2:10 h
 Grywałd – Wyrobki – Lubań. Czas przejścia: 2:10 h, ↓ 1:20 h.

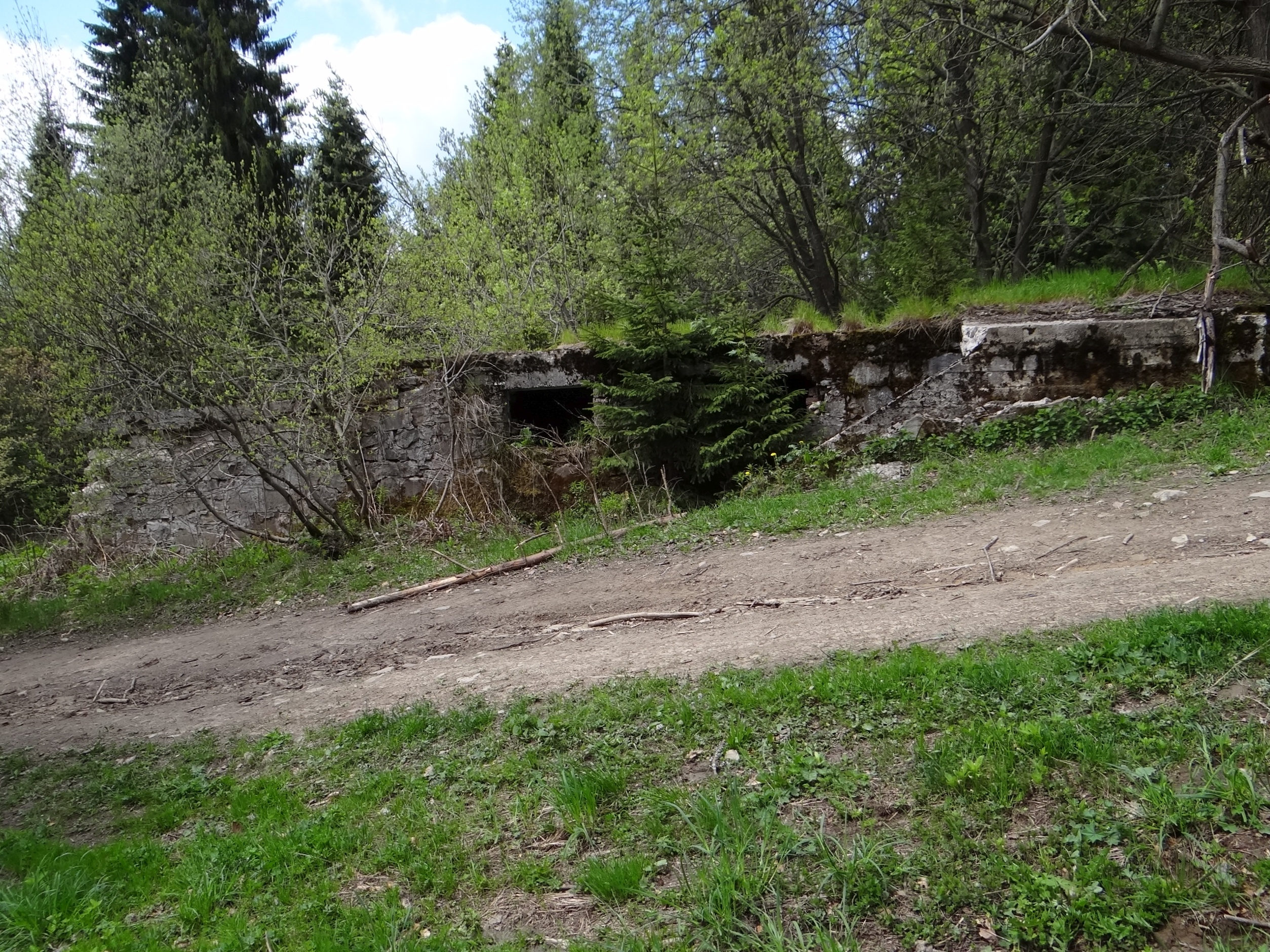
Ruiny dawnej bacówki na polanie Wyrobki